# Yves Zimmermann
Yves Zimmermann (Basilea, Suiza, 17 de abril de 1937-Barcelona, 4 de julio de 2021) fue un diseñador gráfico afincado en Barcelona desde 1961.

## Biografía
Formado en la prestigiosa Schule für Gestaltung de Basilea, conocida entonces como Kunstgewerbeschule, perteneció al movimiento de diseño gráfico conocido como Escuela de Basilea. Trabajó los más diversos campos dentro del diseño gráfico: identidad corporativa, packaging y diseño editorial. Fue profesor en la escuela Elisava. Junto con André Ricard fundó el estudio «Diseño Industrial» y, posteriormente en 1989, el Estudio Zimmermann.
Colaborador consultor de Normas ISO en diseño, junto a la Dr. Mai Felip-Hösselbarth miembro del Grupo de Diseño de la Comunidad Europea, DG XIII. para el asesoramiento y comisariado del diseño del signo o la señal SALIDA (2000-2001) Director de la colección de temas de diseño (GG Diseño) en la editorial Gustavo Gilli, Barcelona, Director de la editorial Eliago, 2007 - 2012 Barcelona
En 1995 se le concedió el Premio Nacional de Diseño que otorga el Ministerio de Economía de España en reconocimiento de las trayectorias profesionales que han destacado en el campo del diseño o de la innovación.